# Anton Žerdín Bukovec
Anton Žerdín Bukovec OFM (ur. 11 czerwca 1950 w Lendavie) – słoweński duchowny rzymskokatolicki posługujący w Peru, od 2003 wikariusz apostolski San Ramón.

## Życiorys
Wstąpił do zakonu franciszkanów i w tymże zgromadzeniu złożył śluby wieczyste 7 listopada 1975, zaś dwa dni później przyjął święcenia prezbiteratu. Po studiach w Chorwacji i w Peru rozpoczął pracę misyjną w wikariacie apostolskim San Ramón. 19 stycznia 2002 został prekonizowany koadiutorem wikariusza apostolskiego tegoż wikariatu i 14 kwietnia tegoż roku przyjął sakrę biskupią. Pełnię rządów objął 11 marca 2003.